# Berlin 07
Berlin 07 es un álbum en vivo del dúo berlinés Cluster. Fue grabado en el primer concierto de la banda en Berlín desde 1969, el 14 de septiembre de 2007, y sería lanzado por el sello Important Records el 13 de marzo del año siguiente. 
Berlin 07 fue grabado en el contexto de una nueva reunión de Cluster tras su disolución en 1997. El álbum registra la presentación de la banda en un concierto en Berlín junto a la también reunida banda paralela Harmonia.

## Lista de canciones
| N.º | Título        | Duración |  |
| 1.  | «First Part»  | 29:46    |  |
| 2.  | «Second Part» | 36:45    |  |

## Créditos
| - Hans-Joachim Roedelius - Dieter Moebius | - Ingeniería por Jens Schneider. - Masterizado por Gerd Ruhs. - Arte por Dieter Moebius. - Fotografía por Henry Stag. |